# 韋澤爾河
韋澤爾河（法語：Vézère，法語發音：[vezɛʁ]）是法國的河流，屬於多爾多涅河的支流，河道全長211公里，流域面積3,708平方公里，平均流量每秒50立方米，發源自梅马克，河口處在利默伊。

## 外部連結
- http://www.geoportail.fr （页面存档备份，存于）
- The Vézère at the Sandre database （页面存档备份，存于）
- World Heritage profile （页面存档备份，存于）